# Apaidia
Apaidia là một chi bướm đêm thuộc phân họ Arctiinae. Chi này được đề xuất bởi George Hampson vào năm 1900.

## Loài
- Apaidia barbarica Legrand, 1939
- Apaidia mesogona (Godart, 1822)
- Apaidia rufeola (Rambur, 1832)